# Accrington Stanley F.C. (1891)
Accrington Stanley Football Club – angielski klub piłkarski, który miał swoją siedzibę w mieście Accrington. W latach 1921–1962 uczestniczył w najważniejszych angielskich rozgrywkach piłkarskich, The Football League. W 1966 roku klub uległ bankructwu.
Klubu nie należy mylić z zespołem Accrington F.C., który istniał w latach 1878–1896 i był jednym z dwunastu założycieli The Football League, a także z zespołem Accrington Stanley F.C., który pod tą samą nazwą powstał w 1968 roku jako odrębna drużyna. Dziś zespół ten występuje w rozgrywkach Football League Two.

## Historia
Klub został założony w 1891 roku, na spotkaniu w budynku Stanley Arms. Od jego nazwy, bądź też ulicy, na której się znajdował (Stanley Street), powstała pierwsza nazwa zespołu: Stanley Villa Football Club. Stadionem drużyny został obiekt Moorhead Park, należący do rady gminy. Klub powstawał w cieniu drużyny Accrington F.C., która była jednym z założycieli The Football League, pierwszych rozgrywek ligowych na świecie. W 1893 roku role zaczęły się obracać, gdy Accrington F.C. zrezygnowało z gry w The Football League z przyczyn finansowych, a klubowi zaczęło grozić widmo bankructwa. Stanley Villa F.C. przemianowano na Accrington Stanley Football Club, a gdy w 1896 roku klub Accrington F.C. ostatecznie został rozwiązany, Accrington Stanley stało się najważniejszą drużyną piłkarską w mieście.
Po sukcesach w małych, lokalnych rozgrywkach Accrington & District League, North-East Lancashire League oraz North-East Lancashire Combination, Accrington Stanley przyłączyło się w roku 1900 do rozgrywek Lancashire Combination, które, wyłączając The Football League, były najbardziej prestiżową ligą w regionie. Uczestniczyły w niej rezerwowe drużyny klubów The Football League, a także pojedyncze profesjonalne pierwsze zespoły. W rozgrywkach zdominowanych przez rezerwowe zespoły najlepszych angielskich drużyn, klub Accrington Stanley szybko zaczął sobie dobrze radzić. W drugim sezonie gry w Lancashire Combination, zespół wyprzedziły jedynie drużyny rezerw Manchesteru City oraz Evertonu, zaś rok później Accrington Stanley zdobył już mistrzostwo rozgrywek. Zespół powtórzył sukces trzy lata później, w roku 1906, a przez kolejne lata stale utrzymywał się w czołówce rozgrywek. W 1915 roku, klub zawiesił swoją działalność ze względu na I wojnę światową.
| Lata      | Nazwa klubu             |
| --------- | ----------------------- |
| 1891-1893 | Stanley Villa F.C.      |
| 1893-1963 | Accrington Stanley F.C. |
| 1963-1966 | Accrington F.C.         |

Po zakończeniu wojny, klub nie był gotowy na ponowne przystąpienie do jakichkolwiek rozgrywek. Nie miał zabezpieczenia finansowego, a stadion znalazł się w krytycznym stanie. Lokalni działacze, na czele z Samem Pilkingtonem, pomogli jednak zorganizować dla klubu nowy obiekt – Peel Park, a także przygotować finansowo do występów w Lancashire Combination. Pilkington otrzymał potem za swoje zasługi w ratowaniu klubu tytuł dożywotniego prezydenta Accrington Stanley. W roku 1921, po dwóch sezonach występów zespołu w regionalnych rozgrywkach, The Football League postanowiło utworzyć trzecią dywizję piłkarską, przeznaczoną dla klubów z północnej Anglii. Był to efekt rozszerzenia The Football League o kluby z południowej Anglii w roku 1920 i postanowienia utworzenia geograficznej równowagi. Powstały dwie dywizje piłkarskie – trzecia dywizja południowa (Third Division South), do której przesunięto zaproszone kluby z południa kraju, a także trzecia dywizja północna (Third Division North), do której zaproszono nowe kluby, niezrzeszone dotychczas w The Football League. Jednym z tych klubów została drużyna Accrington Stanley. Tym samym, po niemal trzydziestu latach przerwy, miasto Accrington doczekało się swojego klubu w najważniejszych angielskich rozgrywkach.
Jak się później okazało, klub, w swojej czterdziestoletniej historii występów w The Football League, nigdy nie potrafił wydostać się z trzeciej, najniższej dywizji rozgrywek. Na dodatek, klub kilkakrotnie kończył rozgrywki na ostatnim miejscu w tabeli i tylko dzięki poparciu udzielonemu mu w specjalnym głosowaniu, mógł kontynuować występy w The Football League. Gdy po kilkunastu latach słabych wyników, zespół rozpoczął sezon 1939/1940 od trzech zwycięstw, rozgrywki zostały przerwane z powodu wybuchu II wojny światowej. Po przywróceniu rozgrywek piłkarskich w roku 1946, klub ponownie miał problemy z osiągnięciem choćby pozycji w górnej części tabeli. Od roku 1954, zaczął on jednak regularnie walczyć o najwyższą pozycję w Third Division North, uzyskując przez cztery kolejne sezony dwa wicemistrzostwa i dwa trzecie miejsca w rozgrywkach. Niestety, w tamtym czasie promocję do Second Division uzyskiwał jedynie mistrz trzeciej dywizji. W 1958 roku doszło do reorganizacji The Football League. Najlepsze zespoły obu trzecich dywizji, w tym Accrington Stanley, przydzielono do jednej, ogólnokrajowej Third Division, zaś drugą połowę klubów przesunięto do ogólnokrajowej czwartej dywizji (Fourth Division). Już po dwóch latach znalazł się w niej zespół z Accrington, który ukończył sezon 1959/1960 na ostatnim miejscu w trzeciej dywizji, a spory udział miały w tym rosnące problemy finansowe klubu. Zimą 1962 roku, w połowie drugiego sezonu występów Accrington Stanley w Fourth Division, wyszło na światło dzienne zadłużenie klubu, sięgające dziesiątek tysięcy funtów. Pilkington poddał się i wysłał do zarządu rozgrywek list z rezygnacją z występów w The Football League, co ostatecznie nastąpiło 11 marca 1962 roku.
Zespół ponownie przystąpił do lokalnych rozgrywek Lancashire Combination. W swoim drugim sezonie występów, klub nieoczekiwanie zdobył mistrzostwo drugiej dywizji tych rozgrywek. Nie osiągnął tego jednak jako Accrington Stanley F.C., lecz jako Accrington F.C., bowiem w 1963 roku, zadłużenie zmusiło klub do usunięcia chlubnej cząstki "Stanley" ze swojej nazwy. Po uzyskaniu awansu do pierwszej dywizji Lancashire Combination, klub podążył już prostą drogą ku ostatecznemu upadkowi. W sezonie 1964/1965 został ponownie relegowany do drugiej dywizji, natomiast rok później zespół z Accrington ponownie zmuszony był wycofać się w trakcie rozgrywek z przyczyn finansowych. Niedługo potem zapadła ostateczna decyzja o likwidacji klubu.
W 1968 roku, w mieście ponownie powstał zespół piłkarski, który nazwano Accrington Stanley. Nie była to jednak próba ponownego uformowania rozwiązanego klubu, taka sama, jaka miała miejsca w roku 1919. Zarząd nowej drużyny Accrington Stanley, pomimo przejęcia nazwy po zlikwidowanym zespole, odciął się od niego, legitymując swój klub jako całkowicie nowe przedsięwzięcie.

## Występy w rozgrywkach ligowych
| Sezon                                                           | Rozgrywki                                              | Pozycja                                                |
| Klub przyłącza się do rozgrywek Lancashire Combination          | Klub przyłącza się do rozgrywek Lancashire Combination | Klub przyłącza się do rozgrywek Lancashire Combination |
| --------------------------------------------------------------- | ------------------------------------------------------ | ------------------------------------------------------ |
| 1900-01                                                         | Lancashire Combination                                 | 9/18                                                   |
| 1901-02                                                         | Lancashire Combination                                 | 3/18                                                   |
| 1902-03                                                         | Lancashire Combination                                 | 1/18                                                   |
| Lancashire Combination zostaje podzielone na dwie dywizje       |                                                        |                                                        |
| 1903-04                                                         | Lancashire Combination Division One                    | 2/18                                                   |
| 1904-05                                                         | Lancashire Combination Division One                    | 7/18                                                   |
| 1905-06                                                         | Lancashire Combination Division One                    | 1/20                                                   |
| 1906-07                                                         | Lancashire Combination Division One                    | 5/20                                                   |
| 1907-08                                                         | Lancashire Combination Division One                    | 7/20                                                   |
| 1908-09                                                         | Lancashire Combination Division One                    | 12/20                                                  |
| 1909-10                                                         | Lancashire Combination Division One                    | 3/20                                                   |
| 1910-11                                                         | Lancashire Combination Division One                    | 7/20                                                   |
| 1911-12                                                         | Lancashire Combination Division One                    | 9/17                                                   |
| 1912-13                                                         | Lancashire Combination Division One                    | 2/18                                                   |
| 1913-14                                                         | Lancashire Combination Division One                    | 7/18                                                   |
| 1914-15                                                         | Lancashire Combination Division One                    | 6/17                                                   |
| Rozgrywki ligowe zostają zawieszone z powodu I wojny światowej  |                                                        |                                                        |
| Następuje połączenie obu dywizji Lancashire Combination         |                                                        |                                                        |
| 1919-20                                                         | Lancashire Combination                                 | 7/18                                                   |
| 1920-21                                                         | Lancashire Combination                                 | 6/18                                                   |
| Klub zostaje przyjęty do Football League Third Division North   |                                                        |                                                        |
| 1921-22                                                         | Third Division North                                   | 5/20                                                   |
| 1922-23                                                         | Third Division North                                   | 8/20                                                   |
| 1923-24                                                         | Third Division North                                   | 13/22                                                  |
| 1924-25                                                         | Third Division North                                   | 17/22                                                  |
| 1925-26                                                         | Third Division North                                   | 18/22                                                  |
| 1926-27                                                         | Third Division North                                   | 21/22                                                  |
| 1927-28                                                         | Third Division North                                   | 9/22                                                   |
| 1928-29                                                         | Third Division North                                   | 18/22                                                  |
| 1929-30                                                         | Third Division North                                   | 16/22                                                  |
| 1930-31                                                         | Third Division North                                   | 13/22                                                  |
| 1931-32                                                         | Third Division North                                   | 14/21                                                  |
| 1932-33                                                         | Third Division North                                   | 13/22                                                  |
| 1933-34                                                         | Third Division North                                   | 20/22                                                  |
| 1934-35                                                         | Third Division North                                   | 18/22                                                  |
| 1935-36                                                         | Third Division North                                   | 9/22                                                   |
| 1936-37                                                         | Third Division North                                   | 13/22                                                  |
| 1937-38                                                         | Third Division North                                   | 22/22                                                  |
| 1938-39                                                         | Third Division North                                   | 22/22                                                  |
| Rozgrywki ligowe zostają zawieszone z powodu II wojny światowej |                                                        |                                                        |
| 1946-47                                                         | Third Division North                                   | 20/22                                                  |
| 1947-48                                                         | Third Division North                                   | 6/22                                                   |
| 1948-49                                                         | Third Division North                                   | 20/22                                                  |
| 1949-50                                                         | Third Division North                                   | 13/22                                                  |
| 1950-51                                                         | Third Division North                                   | 23/24                                                  |
| 1951-52                                                         | Third Division North                                   | 22/24                                                  |
| 1952-53                                                         | Third Division North                                   | 24/24                                                  |
| 1953-54                                                         | Third Division North                                   | 15/24                                                  |
| 1954-55                                                         | Third Division North                                   | 2/24                                                   |
| 1955-56                                                         | Third Division North                                   | 3/24                                                   |
| 1956-57                                                         | Third Division North                                   | 3/24                                                   |
| 1957-58                                                         | Third Division North                                   | 2/24                                                   |
| Klub zostaje włączony do Football League Third Division         |                                                        |                                                        |
| 1958-59                                                         | Third Division                                         | 19/24                                                  |
| 1959-60                                                         | Third Division                                         | 24/24                                                  |
| 1960-61                                                         | Fourth Division                                        | 18/24                                                  |
| 1961-62                                                         | Fourth Division                                        | -                                                      |
| W trakcie sezonu klub wycofuje się z rozgrywek                  |                                                        |                                                        |
| 1962-63                                                         | Lancashire Combination Division Two                    | 8/20                                                   |
| 1963-64                                                         | Lancashire Combination Division Two                    | 1/18                                                   |
| 1964-65                                                         | Lancashire Combination Division One                    | 21/22                                                  |
| 1965-66                                                         | Lancashire Combination Division Two                    | -                                                      |
| W trakcie sezonu klub wycofuje się z rozgrywek                  |                                                        |                                                        |